# Viselac
Viselac är ett berg i Bosnien och Hercegovina.   Det ligger i entiteten Republika Srpska, i den östra delen av landet, 60 km nordost om huvudstaden Sarajevo. Toppen på Viselac är 903 meter över havet, eller 59 meter över den omgivande terrängen. Bredden vid basen är 0,38 km.
Terrängen runt Viselac är lite bergig. Närmaste större samhälle är Vlasenica, 1,3 km öster om Viselac.
I omgivningarna runt Viselac växer i huvudsak lövfällande lövskog. Runt Viselac är det ganska tätbefolkat, med 67 invånare per kvadratkilometer.